# Jean Toujas
Pour les articles homonymes, voir Toujas.
Jean Toujas, né le 5 octobre 1913 et mort le 18 janvier 1997, est un homme politique français. Député communiste des Hautes-Pyrénées de 1946 à 1951, il est ensuite Conseiller de l'Union française de 1954 à 1958.

## Biographie
Fils d'un cantonnier, Jean Toujas, instituteur à Orginac, participe, pendant la seconde guerre mondiale, à la résistance. Travaillant d'abord à la reconstruction dans la clandestinité, au niveau local, du Parti communiste, dont il est membre depuis 1938, il constitue ensuite des groupes de Francs Tireurs et partisans, et finit par entrer dans la clandestinité en octobre 1943.
Il est alors envoyé dans la région de Toulouse, qu'il ne quitte qu'à la Libération, pour revenir dans les Hautes-Pyrénées.
En octobre 1945, il y mène la liste communiste pour l'élection de la première assemblée constituante, et est élu député. Il est notamment l'auteur, en janvier 1946, d'une proposition de loi d'amnistie après les événements de Sétif. En mars, c'est une autre proposition du même type qu'il fait, cette fois-ci en direction de militants syndicaux et politiques condamnés au début de la guerre.
Réélu en juin, puis novembre 1946, il poursuit ces engagements, présentant de nouveau en 1949 une proposition d'amnistie des auteurs de délits politiques en Algérie. Il est, dans l'ensemble un parlementaire très actif, intervenant souvent dans les séances.
L'autre domaine auquel il se consacre est la défense des locataires. Il dépose plusieurs propositions de loi à ce sujet, et porte la parole de son groupe lors des débats qui se rapportent à cette question.
En 1951, il n'est pas réélu du fait de l'apparentement des listes de la « troisième force ». Il séjourne alors à Vienne (Autriche), où il occupe la fonction de secrétaire général de la Fédération internationale des résistants, pendant trois ans.
Il se consacre alors à l'Assemblée de l'Union française, où il a été élu en 1954. Il y siège jusqu'en 1958, en  développant une activité importante au sein du groupe communiste. Ses interventions dans cette Assemblée coloniale sont caractérisées par l'anti-colonialisme.
En 1956, il mène encore la liste communiste dans les Hautes-Pyrénées. Bien qu'arrivé deuxième avec 22,3 % des voix, elle n'emporte aucun siège, là encore du fait des apparentements.
Tentant une dernière fois sa chance aux législatives de 1958, il n'obtient que 16,3 % des voix dans la circonscription remportée par René Billières.
Tout en restant membre actif du PCF, il ne se représente plus aux élections, et reprend son métier d'instituteur.